# Giải vô địch cờ vua thế giới FIDE 2005

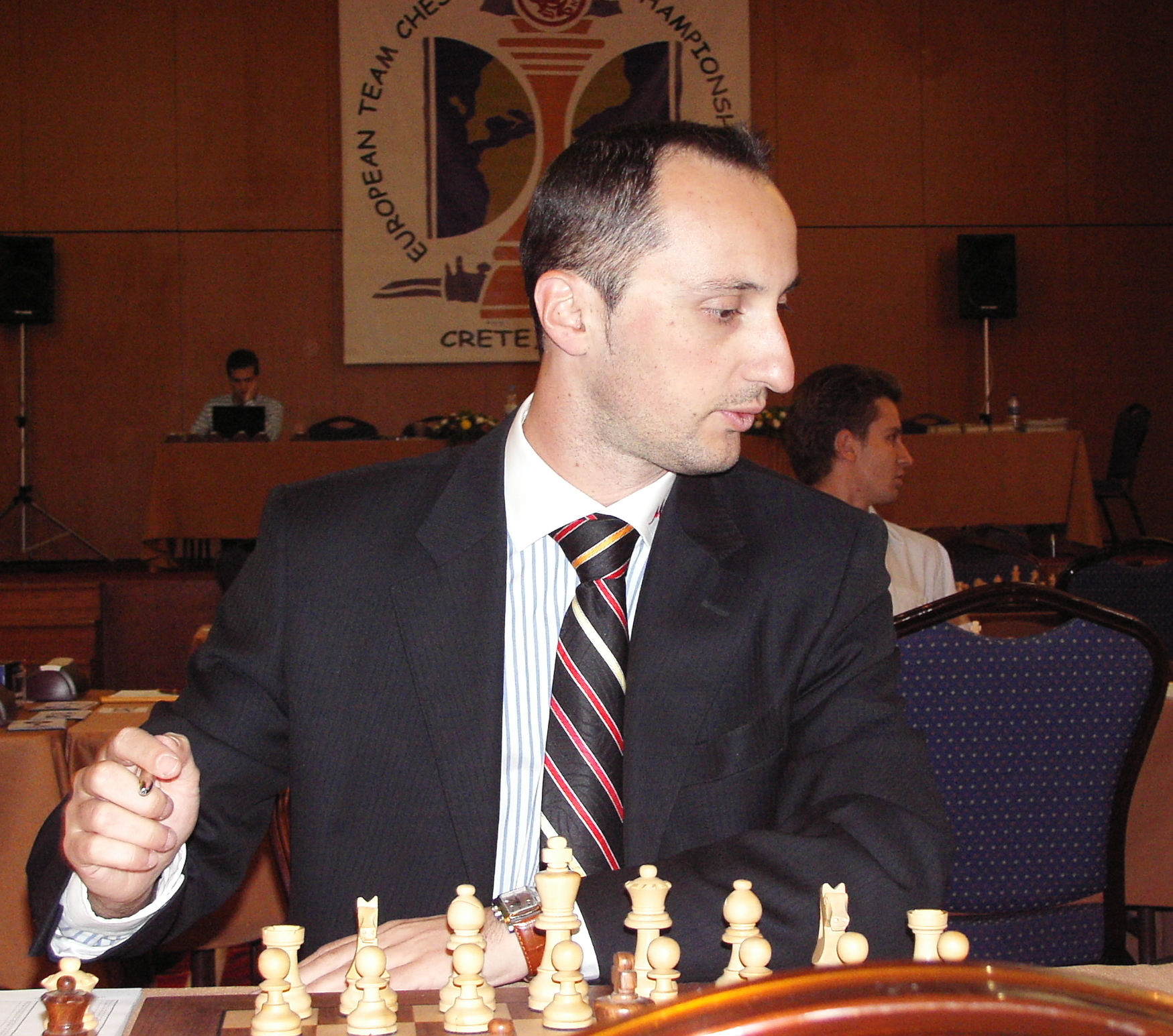
TopalovVeselin2007

Giải vô địch cờ vua thế giới FIDE 2005 diễn ra tại Potrero de los Funes, tỉnh San Luis, Argentina từ ngày 27 tháng 9 đến ngày 16 tháng 10 năm 2005. Kỳ thủ chiến thắng là Veselin Topalov.

## Bối cảnh
Trước những lời chỉ trích về Giải vô địch cờ vua thế giới FIDE loại trực tiếp được tổ chức từ năm 1998 đến năm 2004, FIDE (Liên đoàn cờ vua thế giới) đã có những thay đổi đối với Giải vô địch cờ vua thế giới năm 2005. Giải sử dụng các kiểm soát thời gian bình thường (chậm) (không giống như các giải đấu loại trực tiếp năm 2002 và 2004) và thay đổi thể thức thành một sự kiện thi đấu vòng tròn đôi tám người, trong đó mỗi kỳ thủ đấu với mỗi kỳ thủ khác hai lần, một lần với mỗi màu quân.
Những kỳ thủ được mời là:
- Những người vào chung kết từ Giải vô địch thế giới FIDE trước (2004): Rustam Kasimdzhanov và Michael Adams;
- Nhà vô địch thế giới cổ điển Vladimir Kramnik, và người thách thức gần đây nhất của ông, Péter Lékó;
- Bốn kỳ thủ được xếp hạng cao nhất tiếp theo, từ danh sách trung bình của danh sách tháng 7 năm 2004 và tháng 1 năm 2005: Garry Kasparov, Viswanathan Anand, Veselin Topalov và Alexander Morozevich.[1][2]

Kramnik từ chối thi đấu, và Kasparov mới nghỉ hưu gần đây cũng vậy. Hai kỳ thủ tiếp theo trong danh sách xếp hạng của FIDE: Peter Svidler và Judit Polgár đã thay thế vị trí của họ. Sự tham gia của Polgar đã khiến Giải vô địch cờ vua thế giới FIDE 2005 trở thành Giải vô địch cờ vua thế giới quy mô nhỏ đầu tiên và duy nhất cho đến nay có sự tham gia của một kỳ thủ nữ.
Lễ khai mạc diễn ra vào ngày 27/9, các trận đấu bắt đầu từ ngày 28/9 và lễ bế mạc diễn ra vào ngày 16/10.

## Kết quả
|   |                                  | Rating1 | Performance | 1   | 2   | 3   | 4   | 5   | 6   | 7   | 8   | Total |
| - | -------------------------------- | ------- | ----------- | --- | --- | --- | --- | --- | --- | --- | --- | ----- |
| 1 | Veselin Topalov (Bulgaria)       | 2788    | (+102)      | -   | ½ ½ | 1 ½ | 1 ½ | 1 ½ | 1 ½ | 1 ½ | 1 ½ | 10    |
| 2 | Viswanathan Anand (India)        | 2788    | (+19)       | ½ ½ | -   | ½ ½ | 0 ½ | ½ 1 | 0 1 | 1 ½ | 1 1 | 8½    |
| 3 | Peter Svidler (Nga)              | 2738    | (+76)       | 0 ½ | ½ ½ | -   | 1 1 | 1 ½ | ½ ½ | ½ ½ | 1 ½ | 8½    |
| 4 | Alexander Morozevich (Nga)       | 2707    | (+36)       | 0 ½ | 1 ½ | 0 0 | -   | ½ 1 | ½ 1 | ½ ½ | ½ ½ | 7     |
| 5 | Peter Leko (Hungary)             | 2763    | (-52)       | 0 ½ | ½ 0 | 0 ½ | ½ 0 | -   | ½ 1 | 1 ½ | 1 ½ | 6½    |
| 6 | Rustam Kasimdzhanov (Uzbekistan) | 2670    | (+2)        | 0 ½ | 1 0 | ½ ½ | ½ 0 | ½ 0 | -   | ½ ½ | 0 1 | 5½    |
| 7 | Michael Adams (England)          | 2719    | (-53)       | 0 ½ | 0 ½ | ½ ½ | ½ ½ | 0 ½ | ½ ½ | -   | ½ ½ | 5½    |
| 8 | Judit Polgár (Hungary)           | 2735    | (-125)      | 0 ½ | 0 0 | 0 ½ | ½ ½ | 0 ½ | 1 0 | ½ ½ | -   | 4½    |
- 1 Ratings are as at the time of the tournament.